# Transcendência (religião)
Na religião, a transcendência é o aspecto da natureza e do poder de uma divindade que é totalmente independente do universo material, além de todas as leis físicas conhecidas. Na teologia, diz-se que Deus é transcendente (em grego, hyperbekós) da Criação na medida em que Ele está acima dela e não é limitado por ela, não sendo limitado pelo espaço e pelo tempo como é o mundo natural e possuindo tal característica em relação ao seu atributo de infinitude. Isso é contrastado com a imanência, onde se diz que um deus está completamente presente no mundo físico e, portanto, acessível às criaturas de várias maneiras. Na experiência religiosa, a transcendência é um estado de ser que superou as limitações da existência física e, por algumas definições, também se tornou independente dela, como tipicamente é dito se manifestar em oração, estado numinoso, iluminação espiritual, séance, meditação, psicodélicos e "visões" paranormais.
Ela é afirmada no conceito de várias tradições religiosas do divino, que contrasta com a noção de um deus (ou, o Absoluto) que existe exclusivamente na ordem física (imanentismo), ou é indistinguível dela (panteísmo). A transcendência pode ser atribuída ao divino não apenas em seu Ser, mas também em seu conhecimento. Assim, um deus pode transcender o universo e o conhecimento (está além do alcance da mente humana).
Embora a transcendência seja definida como o oposto da imanência, as duas não são necessariamente mutuamente exclusivas. Alguns teólogos e metafísicos de várias tradições religiosas afirmam que um deus está dentro e além do universo (panenteísmo); nele, mas não dele; simultaneamente permeando-o e superando-o.

## Conceitos por religião e outros sistemas

### Fé Bahá'í
Bahá'ís acreditam em um único e imperecível Deus, o criador de todas as coisas, incluindo todas as criaturas e forças do universo. Deus é descrito como "um Deus pessoal, incognoscível, inacessível, provedor de toda revelação, eterno, onisciente, onipresente e todo-poderoso." Embora inacessível diretamente, Deus é, no entanto, visto como consciente de sua criação, com uma mente, vontade e propósito. Os bahá'ís acreditam que Deus expressa essa vontade em todos os momentos e de muitas maneiras, inclusive através de uma série de mensageiros divinos referidos como Manifestação de Deus ou, às vezes, "educadores divinos". Para expressar as razões de Deus, existiriam essas manifestações estabelecedoras da religião no mundo. Os ensinamentos bahá'ís dizem que Deus é muito complexo para que a humanidade possa compreendê-lo completamente, não podendo, a humanidade, nem mesmo criar uma imagem precisa dEle.

### Budismo
No budismo, "transcendência", por definição, pertence aos seres mortais dos reinos sem forma da existência. No entanto, embora esses seres estejam no "pico" de Samsara, o budismo considera o desenvolvimento da transcendência temporário e um beco sem saída espiritual que, portanto, não ocasiona uma cessação permanente do Samsara. Essa afirmação foi um diferenciador primário dos outros professores de Sramana durante o treinamento e desenvolvimento do próprio Gautama Buda.
Alternativamente, nas várias formas de budismo - Theravada, Maaiana (especialmente Terra Pura e Zen) e Vajrayana - a noção de transcendência às vezes inclui uma aplicação soteriológica. Exceto para o Terra Pura e Vajrayana, o papel desempenhado pelos seres transcendentes é mínimo e, no máximo, um expediente temporário. No entanto, alguns budistas acreditam que o Nirvana é um estado transcendental eterno além do nome e da forma; portanto, para esses budistas, o Nirvana é o principal conceito de transcendência. A interpretação mais usual do Nirvana no budismo é de que é uma cessação - uma ausência permanente de algo (ou seja, sofrimento) e, portanto, não é de forma alguma um estado que possa ser considerado transcendente.
A iluminação primordial e o dharma são às vezes retratados como transcendentes, uma vez que podem superar todas as obstruções samsáricas. Discussões sobre a transcendência são encontradas no budismo do leste asiático, por exemplo na doutrina das duas verdades, e no tibetano pelo dzogchen e Rangtong-Shentong. Mais contemporaneamente, o estudioso zen D. T. Suzuki abordou sobre aspectos de transcendência em religião comparada.

### Cristianismo
A Igreja Católica, assim como outras igrejas cristãs, sustenta que Deus transcende toda a criação. Segundo Tomás de Aquino, "... em relação a Deus, não podemos entender o que ele é, mas apenas o que ele não é, e como os outros seres se relacionam com ele". Esse modo de investigação que considera uma transcendência incompreensível de Deus e que apenas pode negar o que ele não é foi chamado de teologia apofática, ou via negativa, descrita por Pseudo-Dionísio, o Areopagita, mas este autor também considerou a via positiva na descrição dos atributos divinos e, em seu platonismo, afirmou a transcendência divina junto com a imanência, relação que foi discutida por neoplatonistas cristãos posteriores como João Escoto Erígena, Mestre Eckhart, Nicolau de Cusa e Giordano Bruno, e é importante para os teólogos cristãos até hoje.  As representações antropomórficas de Deus são amplamente metafóricas e refletem o desafio dos "modos de expressão humanos" na tentativa de descrever o infinito. Santo Agostinho afirmou em suas Confissões que Deus é além do Tempo, "Pois o próprio tempo Tu fizestes", mas também observou "...[É] somente pelo uso de expressões humanas que as Escrituras podem fazer com que seus muitos tipos de leitores, a quem elas querem ajudar, se sintam em casa.” O "senso de transcendência" e, portanto, a consciência do "sagrado", é considerado um componente da liturgia.  

### Hinduísmo
A transcendência é descrita e vista de várias perspectivas diversas no hinduísmo. Algumas tradições, como Advaita Vedanta, vêem a transcendência na forma de Deus como o Nirguna Brahman (Deus sem atributos), sendo a transcendência absoluta. Outras tradições, como Vishishitadvaita e Bhakti yoga, vêem a transcendência como Deus com atributos (Saguna Brahman), sendo o Absoluto uma divindade pessoal (Ishvara), como Vishnu ou Shiva.

No Bhagavad Gita, a transcendência é descrita como um nível de realização espiritual, ou estado de ser aberto a todos os aspirantes espirituais (o objetivo da prática do ioga), o estado em que não se está mais sob o controle dos desejos animalistas e básicos, consciente de uma realidade espiritual superior. 
Quando o yogī, pela prática do yoga, disciplina suas atividades mentais e fica situado na transcendência - desprovido de todos os desejos materiais -, ele diz estar bem estabelecido no yoga.
A natureza exata dessa transcendência é dada como estando "acima dos modos da natureza material", conhecidos como gunas (cordas) que amarram a entidade viva ao mundo do samsara (renascimento repetido) na filosofia hindu.

### Islamismo
Tawhid é o ato de acreditar e afirmar que Deus (em árabe: Allah) é um e único (wāḥid). O Alcorão afirma a existência de uma verdade única e absoluta que transcende o mundo; um ser único e indivisível, independente de toda a criação. De acordo com o Alcorão: 
"Diga: Ele é Deus, o Um e Único; Deus, o Eterno, Absoluto; Ele não gera, nem é gerado; e não há ninguém como Ele." (Surata 112:1-4, Yusuf Ali) Teu Senhor é autossuficiente, cheio de misericórdia: se fosse a vontade de Deus, Deus poderia destruí-lo, e em seu lugar designar quem Deus quiser como seus sucessores, assim como Deus o ergueu da posteridade de outras pessoas." (Surata 6:133, Yusuf Ali) 
De acordo com Vincent J. Cornell, o Alcorão também fornece uma imagem monista de Deus, descrevendo a realidade como um todo unificado, com Deus sendo um conceito único que descreveria ou atribuiria todas as coisas existentes: "Deus é o Primeiro e o Último, o exterior e o interior; Deus é o conhecedor de tudo (Surata [Alcorão 57:3])" Todos os muçulmanos, no entanto, criticaram vigorosamente as interpretações que levariam a uma visão monista de Deus pelo que consideram obscurecer a distinção entre o criador e a criatura, e sua incompatibilidade com o monoteísmo radical do Islã.
Para explicar a complexidade da unidade de Deus e da natureza divina, o Alcorão usa 99 termos referidos como "Os Mais Belos Nomes de Alá" (Sura 77:180). Além do nome supremo "Allah" e do neologismo al-Rahman (referindo-se à beneficência divina que constantemente (re)cria, mantém e destrói o universo), outros nomes podem ser compartilhados por Deus e pelos seres humanos. De acordo com os ensinamentos islâmicos, o último deve servir como um lembrete da imanência de Deus, em vez de ser um sinal da própria divindade ou, alternativamente, impor uma limitação à natureza transcendente de Deus.
Tawhid ou Unidade de Deus constitui o principal artigo da profissão muçulmana. Atribuir divindade a uma entidade criada é o único pecado imperdoável mencionado no Alcorão. Os muçulmanos acreditam que a totalidade do ensino islâmico se apoia no princípio de Tawhid. No sufismo, Ibn Arabi, um dos seus mais influentes filósofos, influenciado pelo platonismo, aborda a inefabilidade da unidade divina, como transcendente e imanente para além de todas as atribuições:
“Se tu insistes somente na transcendência, tu O restringes,

E se insistes na imanência, tu O limitas.
Se manténs a ambos [os aspectos] estás certo
- Imān e mestre nas ciências espirituais -.
Aquele que afirma os dois aspectos é um politeísta,
enquanto aquele que O isola tenta regulá-Lo.
Se professas a Unidade, fique atento para não compará-lo
e, se professas a Unidade, não O faças transcendente.
Tu não és Ele e tu és Ele

e, nas essências das coisas, limitado e ilimitado, tu O vês."

### Judaísmo
Os teólogos judeus, especialmente desde a Idade Média, descreveram a transcendência de Deus em termos de simplicidade divina, explicando as características tradicionais de Deus como onisciente e onipotente. Intervenções da transcendência divina ocorrem sob a forma de eventos fora do campo da ocorrência natural, como milagres e a revelação dos Dez Mandamentos a Moisés no Monte Sinai, ou como providência divina, que é parte do Deus transcendente, segundo Fílon de Alexandria (século I) por ser Ele a causa ativa na manutenção do universo.
Na cosmologia cabalística judaica, Deus é descrito como o "Ein Sof" (literalmente, sem fim) como referência à simplicidade divina de Deus e à incognoscibilidade essencial. A emanação da criação do Ein Sof é explicada através de um processo de filtragem. No mito da criação da cabala luriânica, chamado de "quebra dos vasos", a filtragem era necessária porque, caso contrário, essa essência simples e intensa sobrecarregaria e tornaria impossível o surgimento de criações distintas. Cada filtro, descrito como um vaso ou recipiente, capturou a emanação dessa força criativa até que foi sobrecarregado e quebrado pela intensidade da essência simples de Deus. Uma vez quebrados, os fragmentos dos vasos, cheios de "centelhas divinas" absorvidas, caíram em um vaso abaixo. Esse processo finalmente continuou até que a "luz" da Divindade fosse suficientemente reduzida, "ocultada" para permitir que o mundo em que habitamos fosse sustentado sem romper. A criação deste mundo, no entanto, vem com a consequência de que a transcendência divina está oculta ou "exilada" (do mundo imanente). Somente através da revelação de faíscas escondidas dentro dos fragmentos embutidos em nosso mundo material é que essa transcendência pode ser reconhecida novamente. No pensamento hassídico, as faíscas divinas são reveladas através do cumprimento de mandamentos ou "mitzvot" (literalmente, as obrigações e proibições descritas na Torá). Uma explicação cabalística para a existência de malevolência no mundo é que essas coisas terríveis são possíveis com as faíscas divinas sendo escondidas. Portanto, existe alguma urgência em executar mitzvot, a fim de liberar as faíscas ocultas e executar um " tikkun olam " (literalmente, a cura do mundo). Até então, o mundo é presidido pelo aspecto imanente de Deus, frequentemente chamado de Shekhinah ou espírito divino, e em termos femininos.

### Platonismo
As noções de transcendência e imanência estão presentes nos conceitos platônicos, como na Teoria das Ideias, em que há uma subdivisão do Mundo Inteligível das Formas imutáveis, acima do Céu (hiperurânio), eternas e transcendentes, e do mundo sensível das formas aparentes, os fenômenos sensíveis manifestos que delas participam. Conceitos como o princípio criador Uno e Nous, Demiurgo e Alma do Mundo seguem todo o neoplatonismo e influenciam as filosofias religiosas posteriores.

### Siquismo
Waheguru (em panjabi:  ਵਾਹਿਗੁਰੂ, Vāhigurū ) é um termo usado com mais frequência no sikhismo para se referir a Deus, o Ser Supremo ou o criador de todos. Significa "Professor Maravilhoso" na língua Punjabi, mas neste caso é usado para se referir ao Deus Sikh. Wahi significa "maravilhoso" (um empréstimo da Pérsia Média) e "Guru " (em sânscrito:  गुरु) é um termo que denota "professor". Waheguru também é descrito por alguns como uma experiência de êxtase que está além de todas as descrições. Cumulativamente, o nome implica admiração pela Luz Divina, eliminando as trevas espirituais. Também pode implicar: "Salve o Senhor cujo nome elimina as trevas espirituais". Antes, Shaheed Bhai Mani Singh, Sikhan di Bhagat Mala, deu uma explicação semelhante, também sobre a autoridade de Guru Nanak.
A doutrina sikh identifica um deus panenteísta (Ek Onkar) que é onipresente e possui infinitas qualidades, cujo nome é verdadeiro (Satnam), pode fazer qualquer coisa (Karta purkh), não tem medo (Nirb hau), não é inimigo de ninguém (Nirvair), está além do tempo (Akaal), não tem imagem (Murat), está além da circulação de nascimento e morte (Ajunee), é auto-existente (Sai Bhang) e possui a graça da palavra guru (luz eterna) que podemos encontrá-lo (Gurprasaad). Os sikhs não identificam um gênero para Ek Onkar, nem acreditam que ele assume uma forma humana. Na tradição sikh, todos os seres humanos são considerados iguais, independentemente de religião, sexo ou raça. Todos são filhos e filhas de Waheguru, o Todo-Poderoso.

### Taoismo e neoconfucionismo
No taoismo, há confluência da definição de transcendência quando o Tao no Tao Te Ching é afirmado como acima de conceitos: "O tao nomeável não é o Tao eterno", "O Tao é eternamente inominado" e "O Grande Som tem um tom inaudível. A Grande Imagem é sem forma". No neoconfucionismo, inspirado pela noção confuciana de Tian (Céu) e pelas ideias taoistas, Li (Princípio) é o conceito estático e transcendente e qi (energia vital) o dinâmico e imanente, e as essências do Princípio se manifestam como as formas e imagens do universo, semelhante às Ideias platônicas; essas noções foram investigadas também por Leibniz. Uma frase usada para expressar isso foi "liyi fenshu": "O Princípio é um, mas suas manifestações são muitas."